# Ті-Ді-гарден
 «Ті-Ді-Гарден»  (англ. TD Garden) — спортивний комплекс у Бостон, Массачусетс (США), відкритий у 1995 році. Місце проведення міжнародних змагань з кількох видів спорту та домашня арена для команд Бостон Брюїнс (НХЛ) та Бостон Селтікс (НБА).